# Karl Gustav Henneberg
Karl Gustav Henneberg (* 19. November 1847 in Pommerswitz, Schlesien, heute zur Gmina Głubczyce gehörend; † 15. Dezember 1918 in Zürich) war ein Zürcher Seidenfabrikant, Kunstsammler und Kunstmäzen.

## Leben und Wirken

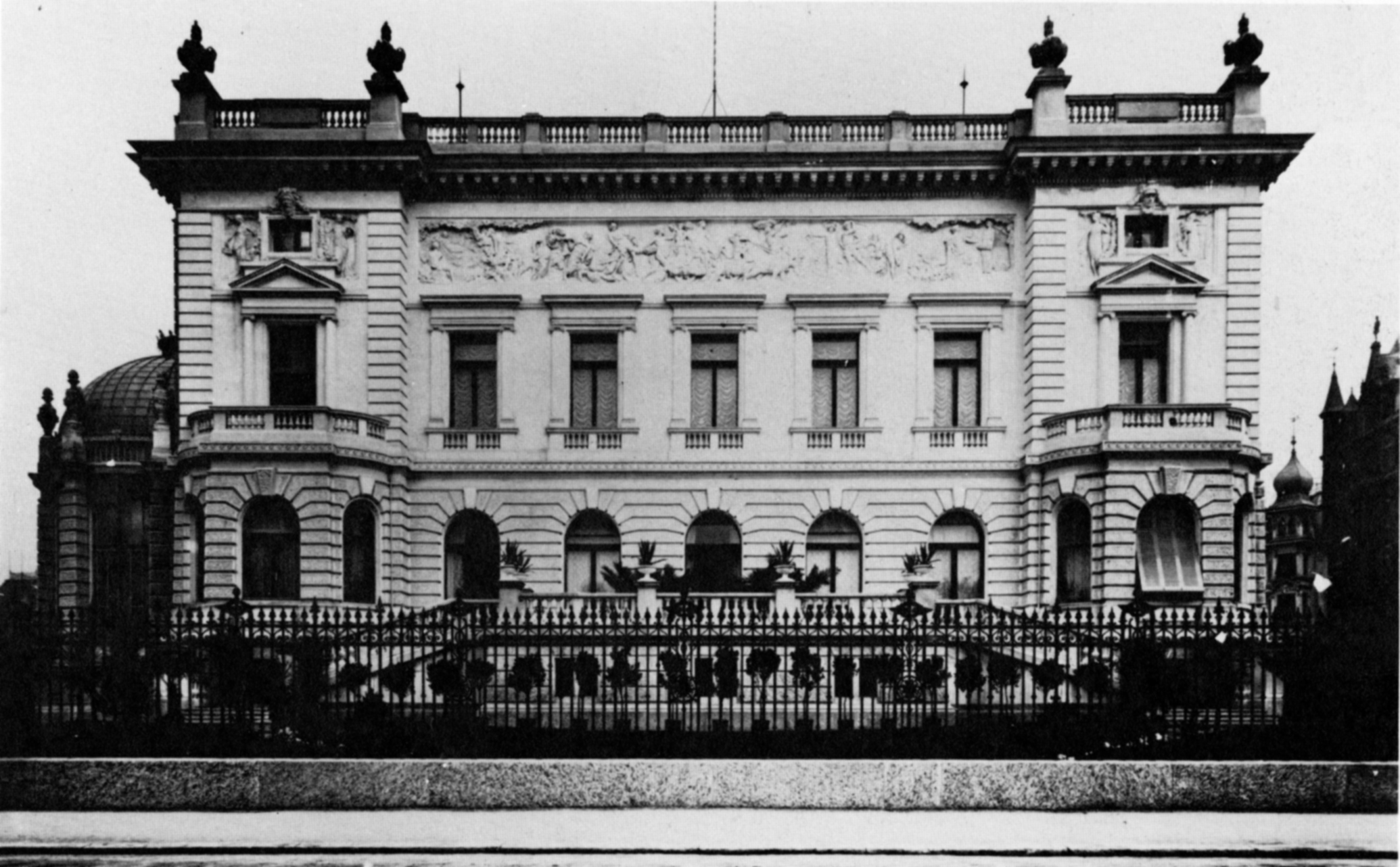
Palais Henneberg in Zürich

Karl Gustav Henneberg war der Sohn eines preußischen Steuerbeamten in Oberschlesien. Seit etwa 1850 lebte die Familie in Görlitz. Henneberg besuchte dort das Gymnasium und wollte ursprünglich eine juristische Laufbahn absolvieren. Ein Studium war ihm wegen des frühen Todes seines Vaters nicht möglich. Er absolvierte stattdessen eine kaufmännische Lehre und arbeitete anschließend in Magdeburg, Berlin und London.
1874 kam er als Kommissionär nach Zürich und begann mit dem Aufbau eines Seidenhandelsunternehmens.  1881/1882 errichtete der Architekt Emil Schmid-Kerez ein neues Geschäftshaus an der Oberen Bahnhofstrasse, das der Hauptsitz seines weltweit tätigen Handelsunternehmens wurde. Dieses Gebäude existiert heute nicht mehr.

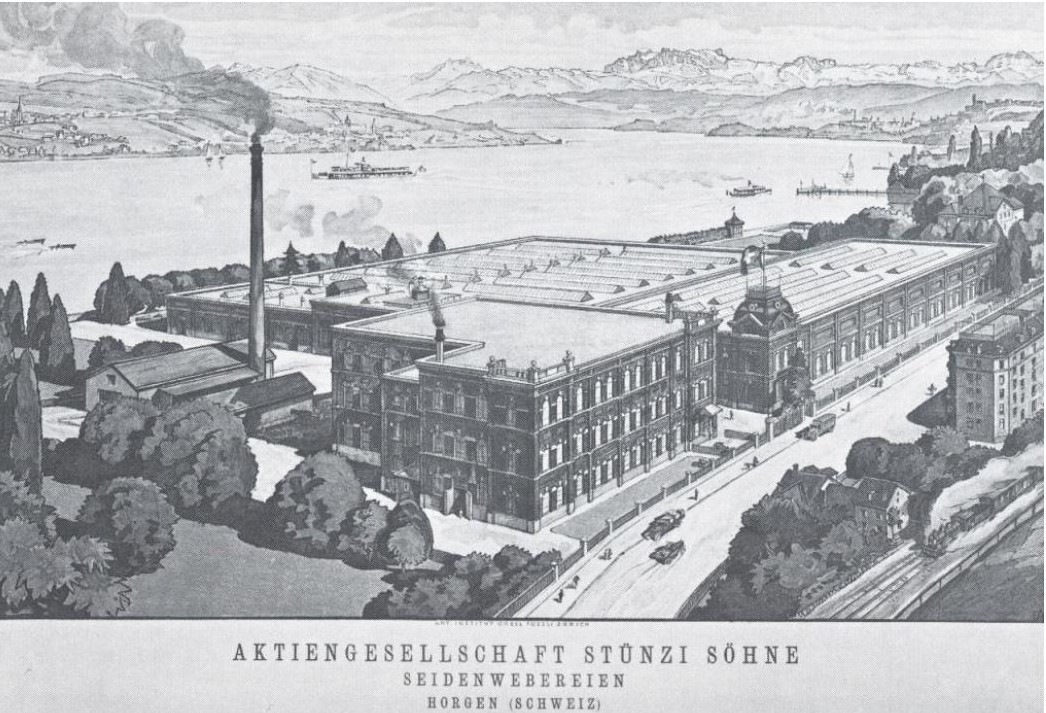
Stünzi Söhne Seidenwebereien, Zürich-Wollishofen ZH 1890

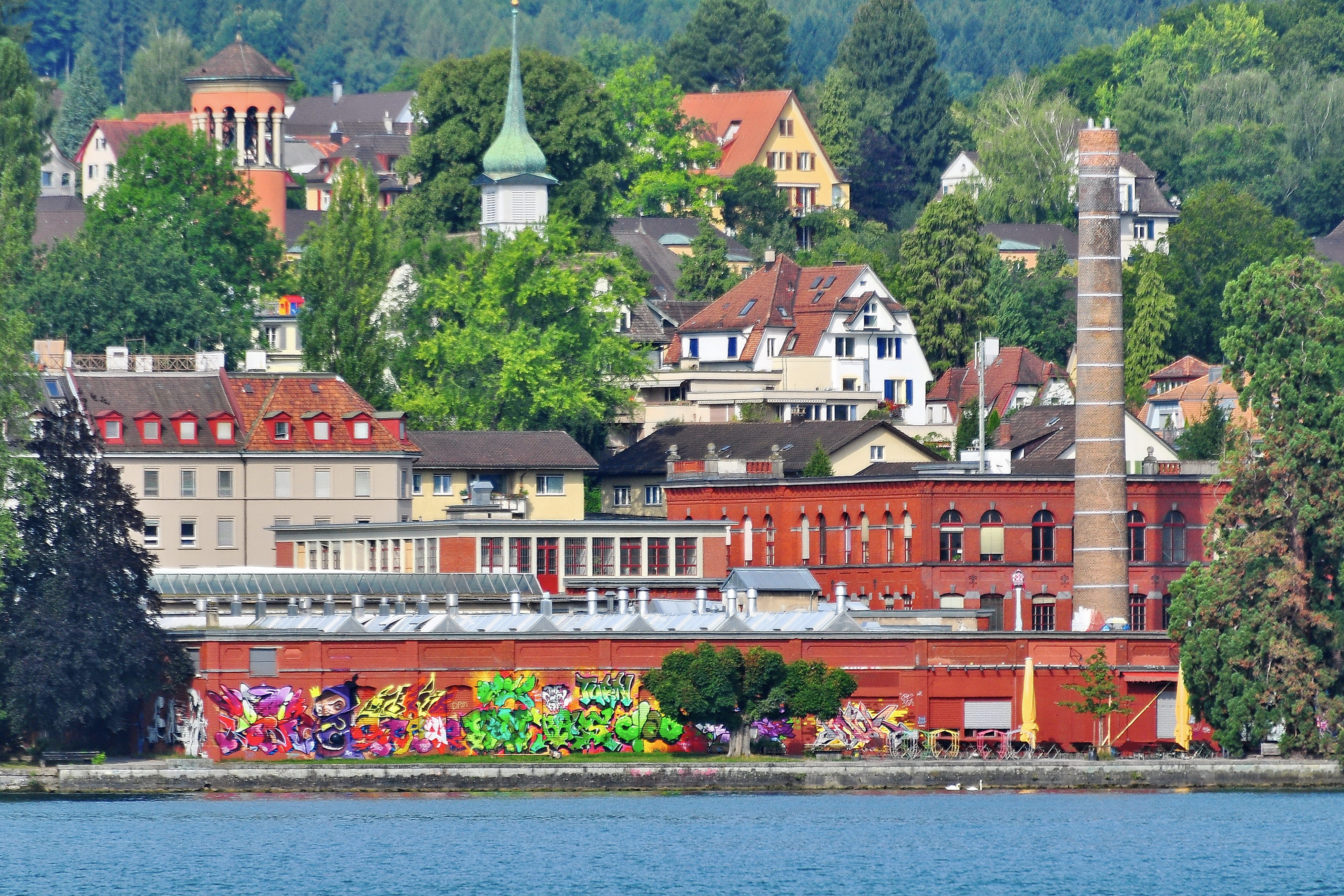
Hennebergs einstiges Firmengebäude mit Seidenweberei, nun als Kulturzentrum Rote Fabrik genutzt

In den Jahren 1892 bis 1896 errichtete Henneberg nach Plänen von Arnold Séquin an der Seestrasse eine neue Seidenfabrik mit einer mechanischen Seidenstoffweberei sowie einem Verwaltungsgebäude. Bereits 1899 verkaufte er die Fabrik wieder, sie wurde von der Firma Stünzi Söhne weiterbetrieben. Seit Ende der 1970er Jahre wird dieses als Rote Fabrik bezeichnete Gebäude als Kulturzentrum genutzt.
Als Kunstmäzen widmete sich fortan vor allem seiner Kunstsammlung. Er wohnte im Erdgeschoss seines nach Plänen von Emil Schmid-Kerez errichteten Palais am Alpenquai (1960 in General-Guisan-Quai umbenannt). Im Obergeschoss richtete er seine Galerie ein, die er auch der Öffentlichkeit zugänglich machte. Nach Henneberg Tod wurde das Palais 1925 zum Kursaal umgebaut, ab 1947 mietete Gottlieb Duttweiler den Kursaal als „Klubhaus“ für Konzerte, ab 1953 dann für die Klubschule Migros. Das Palais wurde 1969 für einen Neubau von Jacques Schader abgebrochen.
1897 wurde Henneberg zum königlich-preußischen Kommerzienrat ernannt aufgrund seiner Spenden für den Baufonds der Oberlausitzer Gedenkhalle. 1912 verlieh ihm Kaiser Wilhelm II. den Titel eines königlich-preußischen Geheimen Kommerzienrates für seine Verdienste durch Schenkungen und Stiftungen für die Oberlausitzer Gedenkhalle und das Kaiser-Friedrich-Museum.

### Galerie Henneberg
In den 1890er begründete Henneberg seine Gemäldesammlung für seine private Galerie und zählte um die Jahrhundertwende zu den großen über die Schweiz hinaus wirkenden Kunstsammlern. In seiner Sammlung fanden sich Werke von u. a. Adolph Menzel (115 Arbeiten), Franz von Lenbach (13 Gemälde), Franz Stuck und Bruno Piglhein (fast der gesamte Nachlass).
Nachdem er im Jahr 1903 seine Kunstsammlung bei einer Auktion in München veräußert hatte, wurde seine Galerie geschlossen. Henneberg wendete sich in den folgenden Jahren aktuelleren Künstlern bzw. jüngeren Werken der ihm bereits bekannten Künstler zu. So entstand eine neue Galerie, die er 1911 wiederum für Publikum öffnete. Kaiser Wilhelm II. besuchte die Galerie im Jahr 1912 während eines Aufenthaltes in der Schweiz.
Im Jahr 1918 umfasste Hennebergs Galerie als eine der größten Privatgalerien Zürichs insgesamt 336 Werke. Darunter 84 Werke von Ferdinand Hodler, 21 Bilder von Carl Spitzweg, 10 Werke von Fritz von Uhde, 8 Werke von Franz von Lenbach, 7 Werke von Max Liebermann, Adolph Menzel (Friedrich der Große), Wilhelm Leibl, Giovanni Segantini, Carl Schuch, Wilhelm von Diez, Ernst Würtenberger, Heinrich von Zügel, Josef Andreas Sailer und Arnold Böcklin.

### Nach seinem Tode

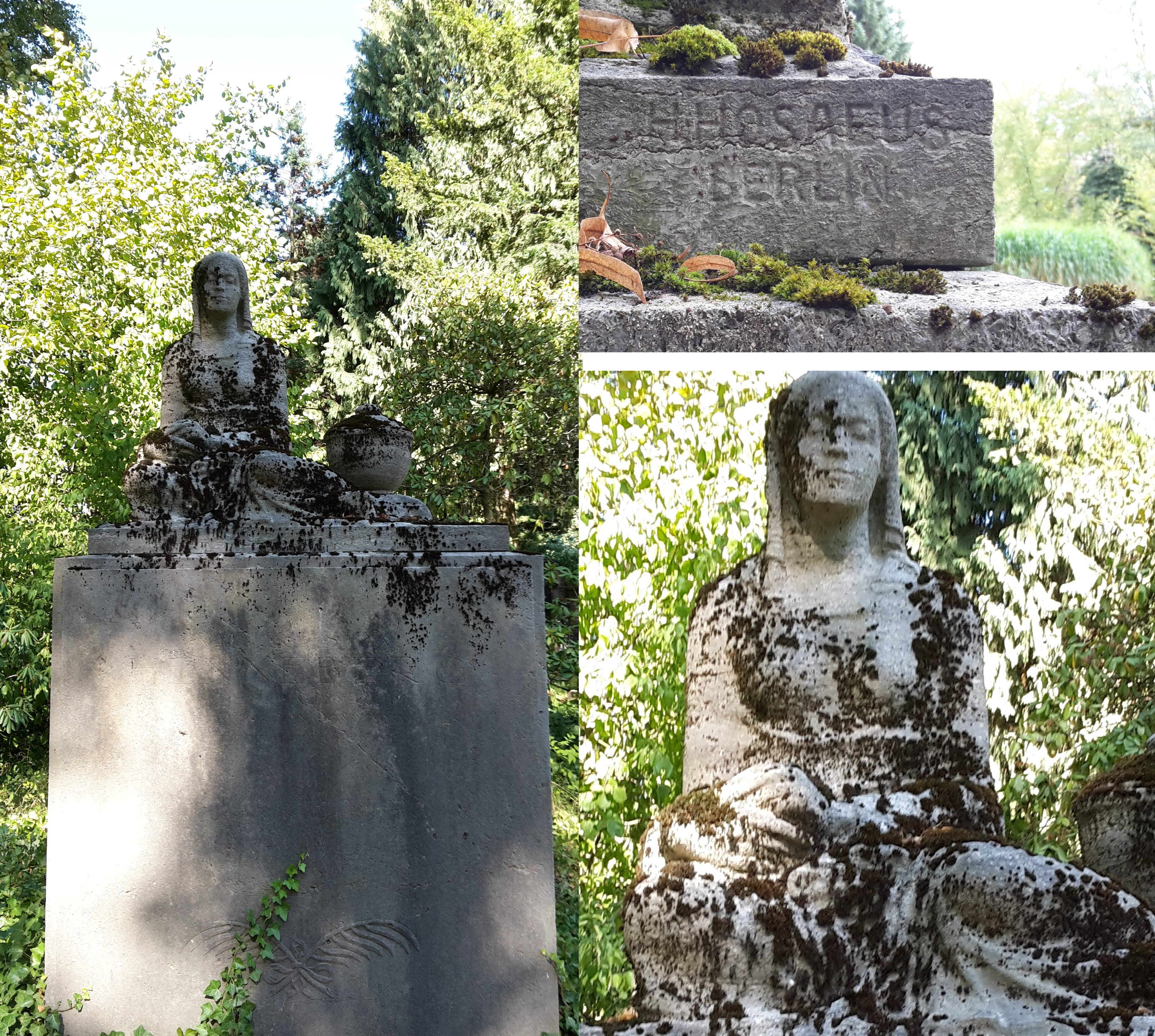
Grabmal Henneberg in Görlitz

Nach seinem Tode in Zürich wurde Henneberg auf seinen Wunsch hin auf dem Städtischen Friedhof Görlitz bestattet. Sein Grabmal „Trauernde“ fertigte Hermann Hosaeus. Es zeigt eine aufrecht sitzende Mädchenfigur mit einer Urne und einer Inschrift auf dem Basisstein: Euch, Ihr Götter, gehört der Kaufmann. Güter zu suchen geht er, doch an sein Schiff knüpfet das Gute sich an. (Zitat aus dem Gedicht Der Kaufmann von Friedrich Schiller).
Hennebergs Bildersammlung wurde nach seinem Tod verkauft. Sein einziger Sohn Horst Henneberg war 1914 im Ersten Weltkrieg gefallen, den Nachlass wickelten die Zürcher Rechtsanwälte Bloch und Fick ab. In der Kunstsammlung befanden sich 336 Gemälde.

## Spenden und Kulturfonds
Henneberg begründete den „Karl-Gustav-Henneberg'schen Kunstfonds“ und spendete hohe Beträge u. a. für den Baufonds der Oberlausitzer Gedenkhalle sowie Kunstankäufe für das Kaiser-Friedrich-Museum Görlitz, welches aus dem Nachlass Hennemanns 150.000 Mark erhielt.

## Schenkungen (Auswahl)
Schenkungen Hennebergs an die Stadt Görlitz waren u. a. im Jahr 1903
- Jerusalem, Monumentalgemälde von Lesser Ury

im Jahr 1904 zur Eröffnung des Kaiser-Friedrich-Museums:
- Panorama von Jerusalem, Skizze von Bruno Piglhain (Originalgemälde 1898 in Wien verbrannt)
- Die Juden an den Wassern Babels, Gemälde von Lesser Ury
- Jesus’ letzte Rast, Kohlezeichnung von Wilhelm von Kaulbach

sowie 1912 zum 10-jährigen Bestehen der Oberlausitzer Gedenkhalle:
- Isarlandschaft, Gemälde von Joseph Wenglein
- Der Tod des Bonifatius, ein Werk von Martin Feuerstein
- Der Holzhacker, Handzeichnung von Ferdinand Holder
- Die alte Kaiserstadt Goslar, zwölf Aquarelle von Albert Hertel

testamentarisch Überlassen im Jahr 1919
- Heinrich VIII verstößt Anna Boleyn, Monumentalgemälde von Karl Theodor von Piloty

## Hennebergobstbaumstiftung
Henneberg begründete in Görlitz die Hennebergobstbaumstiftung mit einem Fonds, aus welchem jeder Konfirmand der preußischen Oberlausitz bis ins Jahr 1930 zu Ostern einen Obstbaum erhielt, den er pflegen und studieren sollte. Dank dieser Stiftung konnte im Jahr 1923 auch der Ölberggarten mit Obstbäumen als Ertragobstfläche bepflanzt werden. Im Jahr 1924 entstand aus den Mittel der Stiftung der nach ihm benannte Henneberggarten im Osten der Stadt (heute: Zgorzelec, Polen) mit Baumallee und Teichen zur Erholung der Bürger.

## Strassenbenennung nach Henneberg
Der ehemalige Henneweg in Zürich verlief von der Bahnhofstrasse 9 (Zürcher Kantonalbank) parallel zur Börsenstrasse in Richtung Talgasse (heute Talstrasse). Als die Zürcher Kantonalbank vor 1970 ein neues Gebäude errichtete, wurde der Henneweg aufgehoben und überbaut.